# Calymmaria similaria
Calymmaria similaria är en spindelart som beskrevs av Ernst Heiss och Draney 2004. Calymmaria similaria ingår i släktet Calymmaria och familjen panflöjtsspindlar. Inga underarter finns listade.